# 汤小泉
汤小泉（1947年—），江苏江阴人，汉族，中华人民共和国政治人物、第十一届全国人民代表大会辽宁地区代表。

## 生平
毕业于中央党校经济管理专业，是中共党员。2008年，担任全国人大常委会委员、全国人大财政经济委员会委员，中国残疾人联合会主席团副主席、执行理事会理事长、党组成员。